# Olha Franko
Olha Fedorivna Franko, rozená Bilevič (ukrajinsky Ольга Федорівна Франко, 24. července 1896 Viriv – 27. března 1987 Lvov) byla ukrajinská spisovatelka a autorka první ukrajinské kuchařky, manželka Petra Ivanoviče Franka a snacha západoukrajinského spisovatele Ivana Franka.

## Biografie

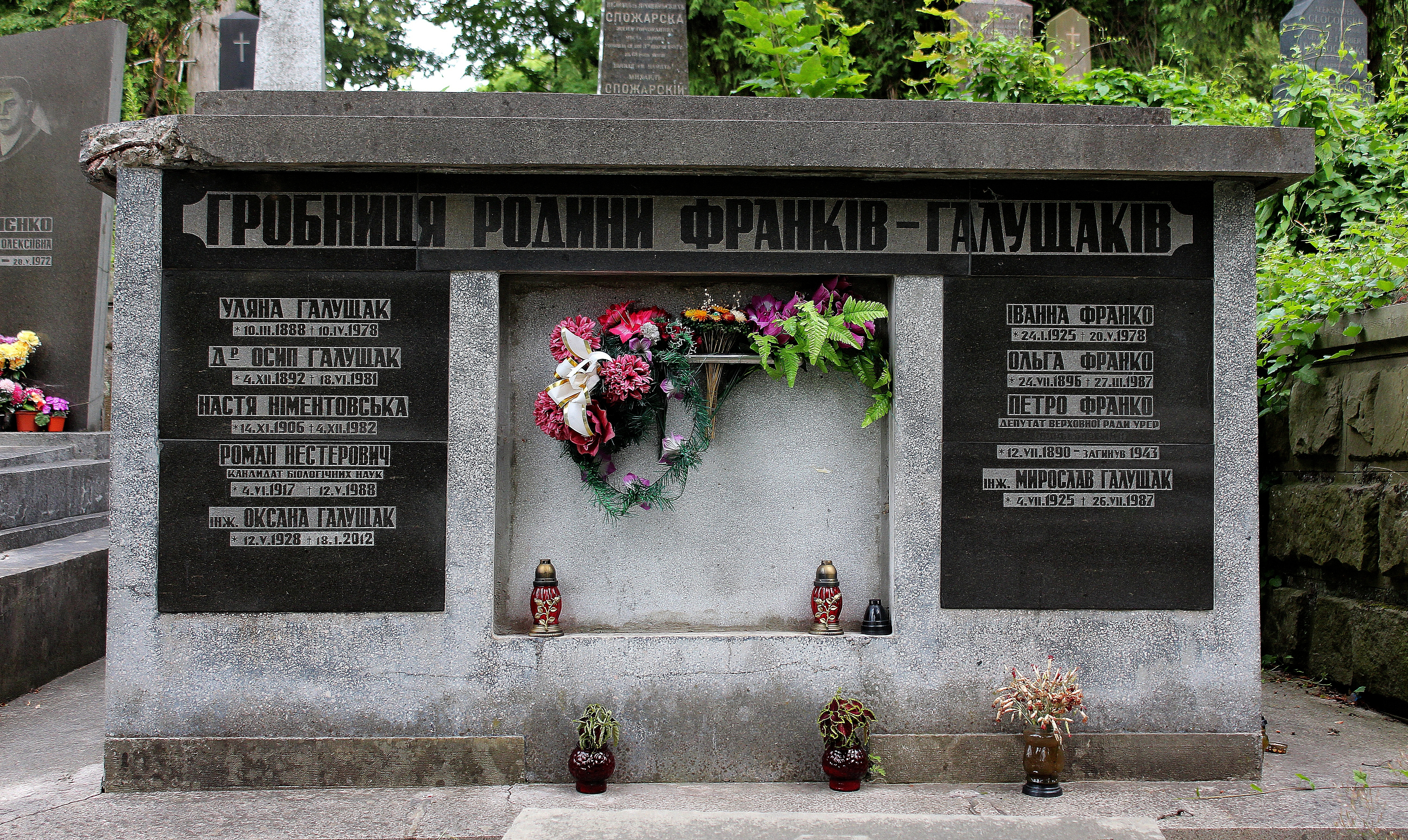
Hrobka rodiny Franko-Halušak na Lyčakivském hřbitově ve Lvově

Narodila se jako Olha Fedorivna Bilevič v obci Viriv a vystudovala soukromé gymnázium. V roce 1917 se provdala za Petra Ivanoviče Franka. V roce 1920 se přestěhovali do Vídně, kde se manžel léčil po zranění a Olha zde absolvovala dvouletý kuchařský kurz na Vyšší zemědělské škole ve Vídni.
Olha Franko byla snacha spisovatele Ivana Franka a bývá někdy zaměňována se svou tchyní, neboť se obě jmenovaly stejně. Neformálně si říkaly „mladší“ a „starší“, aby k záměně nedocházelo. Olha a Petro Franko měli dvě dcery, Veru-Mariu a Ivannu. Manžela v roce 1941 zavraždili příslišníci NKVD, Olha se o jeho osudu nikdy nedozvěděla. Do svých 90 let byla aktivní a vařila pro svou rodinu. Zemřela 27. března 1987 ve Lvově.

## Dílo
V roce 1929 vydala Olha Franko v Kolomyji na Ukrajině jednu z prvních knih o ukrajinské kuchyni Першa українськa загально-практичнa кухня (První ukrajinská všeobecná praktická kuchyně), která je zaměřena zejména na haličské speciality, ale obsahuje také některé ukrajinské recepty. Předmluvu ke knize napsal manžel Petro Franko. Kuchařka  byla znovu vydána v roce 1991 ve Lvově a ještě jednou v roce 2019. Obsahovala recepty zaměřené na tradiční jídla z místních surovin, boršč, polévky, masové, rybí a houbové pokrmy a koláče.
Ve druhé knize Всенародна кухня (Národní kuchyně), vydané v roce 1937, představuje Franko komplexní snídaně, obědy a večeře podle ročních období a píše o nutriční hodnotě potravin. Byla přesvědčena, že většinu lidských neduhů způsobuje nesprávná výživa. Doporučovala nejíst k večeři masitá jídla a kdo má sedavé zaměstnání, měl by omezit konzumaci brambor, které snadno vedou k obezitě.